# Jožef Borovnjak
Jožef Borovnjak (madž. Borovnják ali Borovnyák József), slovenski rimskokatoliški duhovnik in pisatelj na Ogrskem. * 9. februar 1826, Ivanovci; † 19. september 1909, Cankova.

## Življenje
Njegova starša sta bila gostilničar Štefan Borovnjak in Katarina Gomboši (Gombošy), ki je bila plemiškega rodu. Družina Borovnjak je bila najprej evangeličanska. Jožefov oče je prestopil med katolike.

Borovnjak je najprej obiskoval osnovno šolo v Ivanovcih, nato na Tišini. Da bi se naučil madžarsko, so ga poslali v Dobrovnik. Iz Dobrovnika je prišel v Kőszeg, kjer je dokončal šest razredov gimnazije. Nato je študiral bogoslovje v Sombotelu, kjer je leta 1851 prejel sveto mašniško posvečenje. Novo mašo je imel v Ivanovcih.
Najprej je bil pet mesecev župnik (1851 - 1852) v Števanovcih v Slovenskem Porabju. Do leta 1854 je kaplanoval v Turnišču, potem dva meseca v Gornji Lendavi (pri Gradu), do leta 1857 v Črenšovcih in od 1858 v Murski Soboti.

10. junija 1858 je postal župnik na Cankovi. Od leta 1872 do leta 1876 je pastirjeval v Gradu.

Leta 1862 je izdal Máli politicsni vodnik. V njem je analiziral madžarsko-slovenske razmere. Pisal je molitvenike in verska dela. Na novo je izdal Evangelium, ki ga je Mikloš Küzmič prevedel leta 1780. Naročen je bil na mariborske in ljubljanske časnike.

Od leta 1876 je bil znova župnik na Cankovi. Borovnjak je dejavno varoval in podpiral dialekte, prekmurščino in narodno zavest. 

## Dela
- Jezus moje po'selenye; Radgona, 1860.
- Veliki katekizmuss. Radgona, 1864 (z Vendelom Ratkovičom).
- Sztara szlovenszka molitvena kniga, Radgona, 1864.
- Szvéta krizsna pót (v Knigi molitveni, 1864)
- Dühovna hrana, Gradec, 1868.
- Mali politicsni vodnik, Sombotel, 1869.
- Szvéti Angel csuvár, Radgona, 1875.
- Mali katekizem za obcsinszke lüdszke sole, Radgona, 1890.
- Angelska služba ali poduk (v slovenskem jeziku), Radgona, 1890.
- Krscsánszko katholicsánszke cerkvene peszmi, Budimpešta, 1893 (z Jožefom Pustajem in Jožefom Bagaryjem)